# Madagascar aux Jeux olympiques d'hiver de 2018
La participation de Madagascar est attendue aux Jeux olympiques d'hiver de 2018 à Pyeongchang en Corée du Sud. Le pays effectue ainsi son retour aux Jeux d'hiver, n'y ayant plus pris part depuis les Jeux de 2006 à Turin.
La délégation est représentée par une unique skieuse Mialitiana Clerc, âgée de 16 ans au moment de la compétitiion. Mialitiana Clerc est née à Madagascar et a été adoptée à l'âge d'un an par une famille française habitant Etaux en Haute-Savoie,,.

## Épreuves

### Ski alpin
| Athlète          | Épreuves     | Manche 1 | Manche 1 | Manche 2 | Manche 2 | Total   | Total |
| Athlète          | Épreuves     | Temps    | Rang     | Temps    | Rang     | Temps   | Rang  |
| ---------------- | ------------ | -------- | -------- | -------- | -------- | ------- | ----- |
| Mialitiana Clerc | Slalom géant | 1:21.82  | 55e      | 1:17.18  | 47e      | 2:39.00 | 48e   |
| Mialitiana Clerc | Slalom       | 1:01.24  | 53e      | 59.03    | 48e      | 2:00.27 | 47e   |